# William Howard Arnold (General)

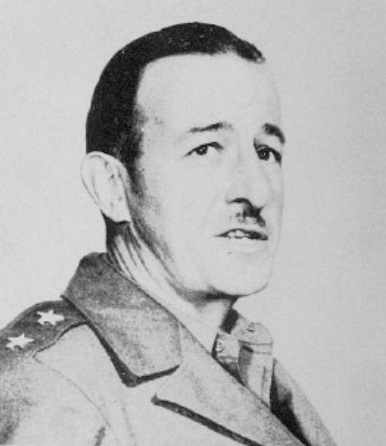
William H. Arnold

William Howard „Duke“ Arnold (* 18. Januar 1901 in Dyersburg, Tennessee; † 30. September 1976 in Lake Forrest, Illinois) war ein US-amerikanischer General.

## Biografie
Arnold studierte ab 1920 in West Point mit dem Abschluss als Second Lieutenant der Infanterie 1924. Nach dem Abschluss des Offizierskurses der US Army in Fort Benning 1928 wurde er in Hawaii (Schofield Barracks) stationiert und 1934 bis 1936 beim 15. Infanterie-Regiment in Tientsin in China. 1938 absolvierte er das Command and General Staff College in Fort Leavenworth. Im Zweiten Weltkrieg war er zunächst stellvertretender Stabschef und Oberst beim 4. Korps in Fort Lewis, Washington. 1943 wurde er Brigadier General und Stabschef des 14. Korps und war im Pazifikkrieg eingesetzt (Guadalcanal, Neugeorgien, Bougainville). Im November 1944 wurde er Major General und Kommandeur der 23. Infanteriedivision mit Einsatz auf den südlichen Philippinen unter Douglas MacArthur. Im August 1945 nahm er die Kapitulation der Japaner auf der Insel Cebu entgegen. Im Dezember wurde seine Division aufgelöst.
1950 bis 1952 war er Kommandeur der alliierten Militärmission in der Türkei und 1953 bis 1955 war er Kommandeur der US Forces Austria als Lieutenant General. Zurück in den USA wurde er Kommandeur der 5. US-Armee in Chicago. 1961 ging er in den Ruhestand.
Er erhielt die Distinguished Service Medal mit Eichenlaub, den Silver Star, die Legion of Merit mit Eichenlaub, den Bronze Star, die Air Medal und die World War II Victory Medal.

## Privatleben
Arnold war mit Elizabeth Arnold (1905–1976) verheiratet und ist der Vater des Kerntechnikers William Howard Arnold und Großvater der Nobelpreisträgerin Frances H. Arnold. Ende September 1976 starb Arnold im Alter von 75 Jahren in Lake Forrest, Illinois. Er liegt in Fort Sheridan begraben.